# Liste der ukrainischen Botschafter beim Heiligen Stuhl
Die Liste der Botschafter der Ukraine beim Heiligen Stuhl bietet einen Überblick über die Botschafter der diplomatischen Vertretung der Ukraine beim Heiligen Stuhl seit der Aufnahme diplomatischer Beziehungen.
Nach der Unabhängigkeit der Ukraine wurde im Jahr 1999 diplomatische Beziehungen zwischen der Ukraine und dem Heiligen Stuhl aufgenommen. Die ukrainische Botschaft am Heiligen Stuhl in Rom  wurde im Jahr 2000 eröffnet.
| Amtszeit                      | Name (Transkription) | Ukrainischer Name           | Anmerkung                 |
| ----------------------------- | -------------------- | --------------------------- | ------------------------- |
| 1999–2003                     | Nina Kowalska        | Ніна Климівна Ковальська    | Botschafter               |
| 2004–2006                     | Hryhorij Choruschyj  | Григорій Фокович Хоружий    | Botschafter               |
| 30. März 2007 – 19. Juli 2019 | Tetjana Ischewska    | Тетяна Іванівна Іжевська    | Botschafter               |
| 20. Juli 2019 – 6. April 2022 | Serhij Kultschyzkyj  | Сергій Павлович Кульчицький | Interim chargé d’affaires |
| 7. April 2022                 | Andrij Jurasch       | Андрій Васильович Юраш      | Botschafter               |